# Campeonato Regional da Horta
O Campeonato Regional da Horta foi uma competição de futebol portuguesa organizada pela Associação de Futebol da Horta. Era a competição que elegia oficialmente o campeão de futebol do extinto Distrito da Horta, a primeira edição foi na época de 1930–31 e a última na época de 1972–73. O maior vencedor é a Fayal SC com 7 títulos.

## Vencedores

### Por época
| Época   | Vencedor          |
| ------- | ----------------- |
| 1972–73 | Sporting da Horta |
| 1971–72 | Angústias         |
| 1970–71 | Angústias         |
| 1969–70 | Fayal SC          |
| 1968–69 | Fayal SC          |
| 1967–68 | Fayal SC          |
| 1966–67 | Angústias         |
| 1965–66 | Fayal SC          |
| 1964–65 | Fayal SC          |
| 1963–64 | Fayal SC          |
| 1962–63 | Angústias         |
| 1961–62 | Sporting da Horta |
| 1960–61 | Fayal SC          |
| 1959–60 | Angústias         |
| 1958–59 | Angústias         |
| 1957–58 | Angústias         |
| 1956–57 | Angústias         |
| 1955–56 | Sporting da Horta |
| 1954–55 | Angústias         |
| 1953–54 | Fayal SC          |
| 1952–53 | Angústias         |
| 1951–52 | Sporting da Horta |
| 1950–51 | Angústias         |
| 1949–50 | Sporting da Horta |
| 1948–49 | Fayal SC          |
| 1947–48 | Angústias         |
| 1946–47 | Não se realizou   |
| 1945–46 | Angústias         |
| 1944–45 | Fayal SC          |
| 1943–44 | Não se realizou   |
| 1942–43 | Fayal SC          |
| 1941–42 | Fayal SC          |
| 1940–41 | Sporting da Horta |
| 1939–40 | Fayal SC          |
| 1938–39 | Fayal SC          |
| 1937–38 | Angústias         |
| 1936–37 | Angústias         |
| 1935–36 | Angústias         |
| 1934–35 | Angústias         |
| 1933–34 | Sporting da Horta |
| 1932–33 | Fayal SC          |
| 1931–32 | Angústias         |
| 1930–31 | Sporting da Horta |

### Por clube
| Clube             | Venceu | Época(s) |
| ----------------- | ------ | --- |
| Angústias         | 18     | 1931–32, 1934–35, 1935–36, 1936–37, 1937–38, 1945–46, 1947–48, 1950–51, 1952–53, 1954–55, 1956–57, 1957–58, 1958–59, 1959–60, 1962–63, 1966–67, 1970–71 e 1971–72 |
| Fayal SC          | 15     | 1932–33, 1938–39, 1939–40, 1941–42, 1942–43, 1944–45, 1948–49, 1953–54, 1960–61, 1963–64, 1964–65, 1965–66, 1967–68, 1968–69 e 1969–70                            |
| Sporting da Horta | 8      | 1930–31, 1933–34, 1940–41, 1949–50, 1951–52, 1955–56, 1961–62 e 1972–73                                                                                           |

Ref.: